# Sociedad de Mujeres Geógrafas
Sociedad de Mujer Geógrafas (Society of Woman Geographers) es una organización estadounidense, fundada en 1925. En un momento en que se excluía a las mujeres como afiliadas en la mayoría de las organizaciones profesionales, como es el caso del Explorers Club, que no admitiría mujeres hasta 1981.
La sociedad promueve la investigación y exploración realizada por mujeres con el fin de brindarles oportunidades y proveer un espacio para compartir sus ideas. Sus miembros vienen de varios países de los cinco continentes y trabajan en distintas profesiones.

## Historia
La organización fue creada por cuatro amigas, Gertrude Emerson Sen, Marguerite Harrison, Blair Niles y Gertrude Mathews Shelby, que se reunieron por su interés en la geografía, la exploración del mundo, la antropología y otros campos relacionados. La afiliación se restringió a mujeres que "han hecho un trabajo distintivo por el que ellas forman parte de la tienda mundial del conocimiento respecto a los países en los cuales ellas se han especializado, y han publicado en revistas o en libros como una forma de registro de su trabajo".
Entre sus fundadoras estuvo Harriet Chalmers Adams, la primera presidenta de la sociedad en diciembre de 1925, puesto que ocupó hasta 1933. En 1930, la sociedad concedió su primera medalla a Amelia Earhart. Fueron miembros famosos: la historiadora Mary Ritter Beard, la fotógrafa Margaret Bourke-White, la novelista Fannie Hurst, la escaladora Annie Smith Peck, la antropóloga Margaret Mead, Eleanor Roosevelt, la escritora Grace Gallatin Seton Thompson y la cartógrafa Marie Tharp. Margaret Mead recibió la medalla de Oro de la sociedad en 1942.
La sociedad tiene su sede en Washington D. C. y cuenta aproximadamente con 500 miembros. Los grupos están localizados en Chicago, Florida, Los Ángeles, Nueva York, y San Francisco.